# La Chaux-des-Breuleux
La Chaux-des-Breuleux é uma comuna da Suíça, situada no distrito de Franches-Montagnes, no cantão de Jura. Tem 4,12 km² de área e sua população em 2018 foi estimada em 90 habitantes.